# Friedrich Karl Ens

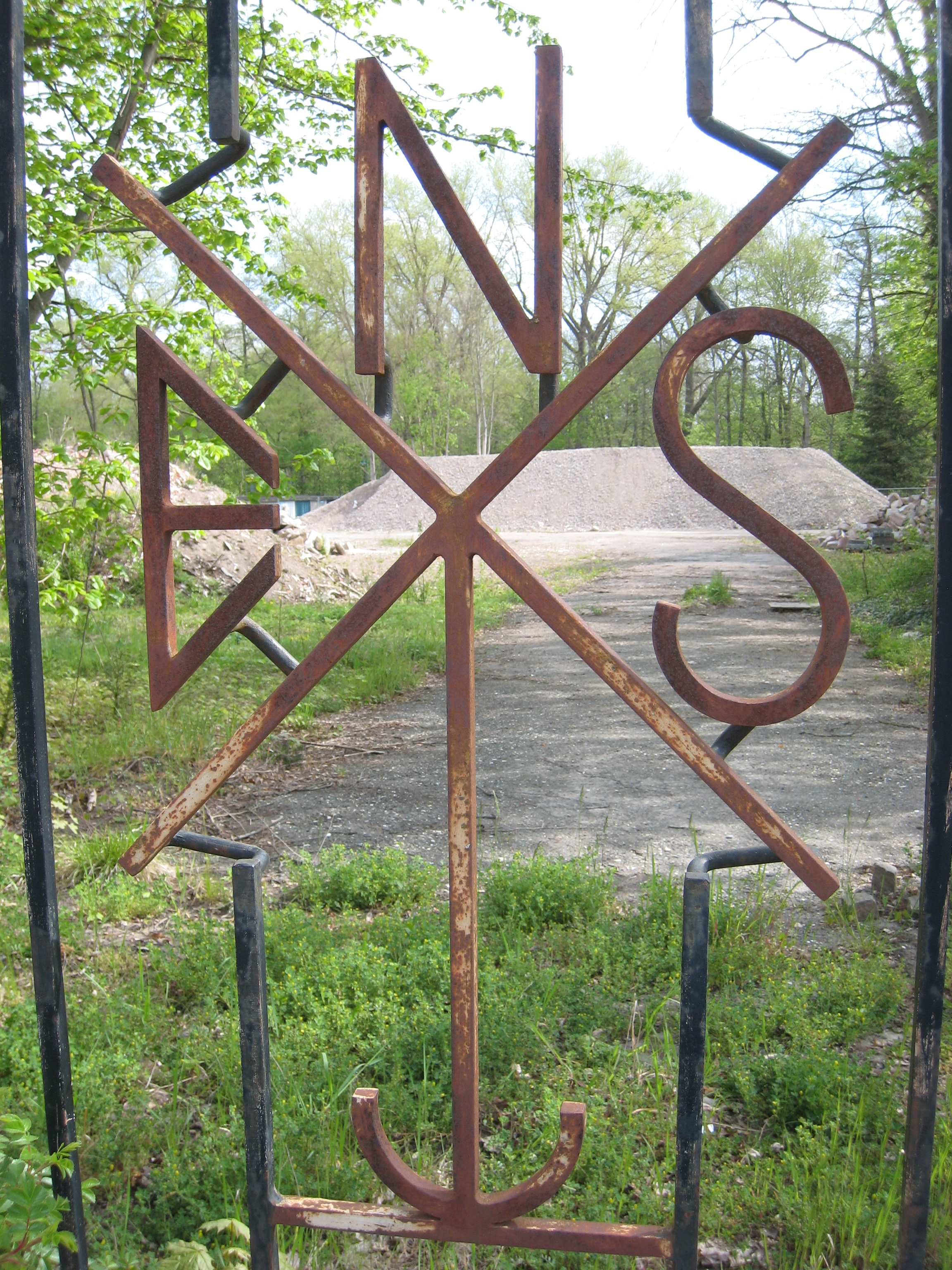
Firmenlogo an der Breitscheidstraße, Volkstedt

Friedrich Karl Ens (* 1802 in Lauscha; † 5. November 1865 ebenda) war der bedeutendste Vertreter der Porzellanmalerei in Lauscha, die im 19. Jahrhundert ihre Blütezeit erlebte.

## Anfänge der Porzellanmalerei in Lauscha
Mit der Einführung der Glasbläserei vor der Lampe verlegten die Glashütten der Region um Lauscha den Schwerpunkt ihrer Produktion von Trinkgefäßen zu Halbfabrikaten für die Heimindustrie. Damit verlor die Glasmalerei an Bedeutung. Gleichzeitig begannen in Limbach und Volkstedt die ersten Manufakturen die Produktion des Thüringer Porzellans, womit sich für die Lauschaer Glasmaler ein neues Tätigkeitsfeld in der entstehenden Porzellanindustrie eröffnete. Georg Wilhelm Greiner aus Lauscha war seit 1773 Buntmaler und seit 1782 gemeinsam mit Johann Karl Heinold Pächter der von Georg Heinrich Macheleid 1762 gegründeten Porzellanmanufaktur in Volkstedt. Er verzierte die Gefäße und Teller mit Blumen, Insekten und Früchten noch in der für die Glasmalerei typischen scharf umrissenen Malweise.
Johann Karl Ens (* 1759; † 1813), dessen Vorfahren aus Weingarten in Württemberg stammten und als Förster nach Mittelfranken kamen, hatte in der Markgräflichen Porzellanmanufaktur in Bruckberg bei Ansbach die Porzellanmalerei erlernt. Als dieses Unternehmen einen starken Rückgang erlebte, zog er Ende der 1780er Jahre nach Thüringen, wo sich die Porzellanproduktion im Aufschwung befand. Johann Karl Ens arbeitete zunächst als Buntmaler für die von Gotthelf Greiner gegründete Porzellanfabrik in Limbach und später auch für Johann Friedrich Greiner in der Porzellanfabrik Rauenstein in Rauenstein. 1790 heiratete er Christiane Greiner aus dem Greinerschen Zweig der Glasmalerei und machte sich in Lauscha selbstständig. Der immer stärker werdende Absatz von Porzellanfabrikaten brachte genügend Aufträge für ein bescheidenes Unternehmen.

## Friedrich Karl Ens

### Jugend
Friedrich Karl Ens wurde 1802 in Lauscha als eines von vier Geschwistern – zwei Mädchen und zwei Jungen – geboren. Er stand schon kurz nach der Schulzeit seinem Vater als selbstständiger Gehilfe zur Seite. Seine künstlerische Erfindungs- und Gestaltungskraft waren früh beeindruckend. Nach dem frühen Tod seines Vaters wurde er als Elfjähriger zum Ernährer der Familie. Eine weitergehende Ausbildung war nicht finanzierbar und Friedrich Karl musste sich sein Wissen und Können autodidakt aneignen. Er bemalte anfangs Pfeifenköpfe mit Jagd- und Reiterszenen, die wegen ihrer Lebendigkeit und Frische sehr begehrt waren. Insbesondere bei den Burschenschaften waren Porzellanpfeifen als Statussymbol sehr beliebt. Die Pfeifenköpfe wurden in Ruhla beschlagen. Dorthin mussten sie in Tragekörben auf dem Rücken transportiert werden. Der mühselige Weg lohnte sich, ein einziger Tragekorb enthielt oft Waren im Wert von 300 Mark, ein gutgemalter Pfeifenkopf brachte 3 – 3,5 Gulden.

### Unternehmen
Im Alter von 19 Jahren heiratete Friedrich Karl Ens die Glasmachertochter Charlotte Müller aus Schmalenbuche und gründete im Nachbarort Igelshieb seine eigene Werkstatt. Anstelle des üblichen Kopierens von Vorlagen entwarf er seine Motive selbst. Die Sujets seiner Musterbücher entnahm er oft seinen eigenen Beobachtungen der Wildtiere in seiner unmittelbaren Umgebung im Kammbereich des Thüringer Schiefergebirges. Eine Eigenart war, dass er ein Motiv nie wiederholte, es sei denn, dies war ausdrücklich bestellt. Bis tief in die Nacht studierte er Kunstliteratur zu Techniken der Malerei und vergleichender Anatomie.
1837 trat Friedrich Karl Ens in die ein Jahrzehnt vorher gegründete Porzellanmalerei Günther Greiner & Georg Wilhelm Greiner Sohn ein, die unter dem neuen Namen Ens & Greiner weltbekannt wurde und Auszeichnungen in Wien, Sydney, Melbourne, Chicago und Antwerpen errang. Die aufkommende Lithographie bot ihm erneut die Möglichkeit zur Weiterentwicklung. In Verbindung mit einer Offenbacher Steindruckerei schuf er nun auch zahlreiche Jagdstücke und Genrebilder.
Friedrich Karl Ens war ein fleißiger Künstler, aber kein talentierter Kaufmann. Großen Reichtum brachte ihm sein Werk nicht. In seinen letzten Lebensjahren schuf er für eine Nürnberger Kunsthandlung Ölgemälde auf Kupferplatten zu 8 Gulden das Stück, die zumeist ins Ausland verkauft wurden. Der kunstsinnige junge Erbprinz und spätere Herzog von Sachsen-Meiningen, Georg II. besuchte ihn regelmäßig, wenn er sich alljährlich zur Rotwildjagd in den herzöglichen Domänengemarkungen Igelshieb und Piesau im Gasthaus „Zum Hirschen“ in Igelshieb aufhielt, und ließ sich die neuesten Entwürfe zeigen. Doch entzog er ihm seine Gunst, als er erfuhr, dass Friedrich Karl Ens 1861 Anteile an der fürstlich schwarzburgischen Volkstedter Porzellanmanufaktur, also im Ausland, erworben hatte. Zuvor durfte Ens in der schwarzburgischen Residenz Rudolstadt seine Werke nicht ausstellen, weil man dort Ausländern gegenüber kein Interesse an derartigen Aufträgen hatte.

### Die letzten Jahre
Um 1855 spielte die Porzellanmalerei in Lauscha als Erwerbszweig eine bedeutende Rolle.  Friedrich Karl Ens beschäftigte zu dieser Zeit bis zu 150 Mitarbeiter. Seinen Söhnen, dem Modelleur Eduard Ens und dem Porzellanmaler und späteren Firmeninhaber Karl Ens, verdankte die inzwischen als Triebner, Ens & Co firmierende Porzellanmanufaktur in Volkstedt eine spürbare künstlerische Verbesserung ihrer Erzeugnisse. Um 1894 schufen sie die ersten Spitzenfiguren und so eine Spezialität des Hauses, 1899 gründeten sie die Porzellanfabrik Karl Ens, Volkstedt und gliederten das väterliche Unternehmen ein.
Der Höhepunkt der Porzellanmalerei in Lauscha war jedoch mit dem Tod Friedrich Karl Ens' überschritten. Er starb 1865 an den Folgen einer schweren Lungenentzündung, die er sich auf einer Postkutschenfahrt von Volkstedt nach Lauscha zugezogen hatte. Sein Grab findet sich heute noch auf dem Lauschaer Friedhof.

## Rezeption
Aufgrund des reißenden Absatzes unter den Studenten und Intellektuellen jener Zeit sind die Arbeiten Friedrich Karl Ens' in der ganzen Welt verstreut, als Werk eines Autodidakten aber eher einem begrenzten Expertenkreis bekannt. In Lauscha selbst gibt es nur noch vereinzelte Zeugnisse seiner Kunstfertigkeit. Antiquitäten der historischen Marke Ens & Greiner, Lauscha sind heute hochwertige und begehrte Sammlerobjekte.